# Ельцино (Вологодская область)
Ельцино — деревня в Усть-Кубинском районе Вологодской области России.
Входит в состав Высоковского сельского поселения (с 1 января 2006 года по 9 апреля 2009 года входила в Филисовское сельское поселение), с точки зрения административно-территориального деления — в Филисовский сельсовет.
Расстояние до районного центра Устья по автодороге — 30 км, до центра муниципального образования Высокого по прямой — 18 км. Ближайшие населённые пункты — Павловское, Старое, Дмитриево.
По переписи 2002 года население — 2 человека.
В 1999 году была внесена в реестр населённых пунктов Вологодской области под названием Ельцыно. В 2001 году список был исправлен.